# Santiago Longo
Sebastian Santiago Longo (Freyre, Córdoba, Argentina, 12 de abril de 1998) es un futbolista argentino. Juega como mediocampista en Belgrano de la Primera División de Argentina.

## Clubes
| Club           | País      | Año       | PJ  | Goles |
| -------------- | --------- | --------- | --- | ----- |
| Belgrano       | Argentina | 2019-2024 | 143 | 3     |
| São Paulo F.C. | Brasil    | 2024-2025 | 5   | 0     |
| Belgrano       | Argentina | 2025-     | 11  | 0     |

## Palmarés

### Campeonatos nacionales
| Título           | Club     | País      | Año  |
| ---------------- | -------- | --------- | ---- |
| Primera Nacional | Belgrano | Argentina | 2022 |